# Wilgotność względna
Wilgotność względna – stosunek ciśnienia cząstkowego pary wodnej zawartej w powietrzu do ciśnienia pary nasyconej, co jest równoważne stosunkowi wilgotności bezwzględnej do wilgotności maksymalnej w danej temperaturze.
Ciśnienie cząstkowe jest (zgodnie z prawem Daltona) ciśnieniem, jakie miałby gaz, gdyby zajmował całą dostępną objętość.
Wilgotność względna jest niemianowana i zawiera się w przedziale od 0 do 1, często wyrażana w procentach (100% = 1). Wilgotność względna równa 0 oznacza powietrze całkowicie suche, zaś równa 1 oznacza powietrze całkowicie nasycone parą wodną. Przy wilgotności względnej równej 1 oziębienie powietrza daje początek skraplaniu pary wodnej.
Pomiaru wilgotności względnej można wykonać za pomocą higrometru lub mierząc temperaturę dwoma termometrami – suchym i mokrym (układ taki nazywa się psychrometrem).